# 동물 안락사
동물 안락사(安樂死, euthanasia, 그리스어: ευθανασία(아름다운 죽음))란 불치의 극병에 걸린 등의 이유로 치료 및 생명 유지가 무의미하다고 판단되는 동물에 대하여 직·간접적 방법으로 생물을 고통없이 죽음에 이르게 만드는 행위를 말한다. 
주로 유기견이나 유기묘에게 시행한다.
동물 안락사는 동물을 죽음에 이르게 하거나 극단적인 의료치료를 없애면서 동물들이 죽게 만드는 행위이다. 안락사의 이유들은 치유할 수 없는 (그리고 특히 고통스러운) 상황이나 질병, 동물을 지속적으로 도와줄 자원의 부족, 또는 실험 테스트 절차를 포함한다. 안락사 방법들은 최소한의 고통과 괴로움을 일으키기 위해 고안되었다

## 같이 보기
- 담당사제
- 펫로스 증후군
- 도축
- 동물복지
- 애완동물
- 무지개다리 (반려동물)